# Aligör, Suruç
Aligör là một thị trấn thuộc huyện Suruç, tỉnh Şanlıurfa, Thổ Nhĩ Kỳ. Dân số thời điểm năm 2011 là 4.841 người.